# Regina dei fiori
Regina dei fiori è una miniserie televisiva italiana.

## Descrizione
La fiction è ambientata a Venezia e Roma per la regia di Vittorio Sindoni.
La protagonista è interpretata da Manuela Arcuri; tra le comparse c'è Massimo Lopez. La fiction venne trasmessa in prima visione nel novembre 2005 su Rai 1; in seguito venne replicata da RaiSat Premium nel formato originario di due puntate, da Rai 2 nel formato ridotto di una puntata, e da Rai 1 in entrambi i formati.